# Хроніки мутантів (фільм)
«Хроніки мутантів» (Mutant Chronicles) — британсько-американський науково-фантастичний бойовик жахів 2008 року, заснований на однойменній рольовій грі. Режисером фільму став Саймон Хантер.

## Про фільм
Наприкінці льодовикової епохи на Землю з глибин космосу впала Машина, що перетворює людей на подібних до зомбі мутантів. Воїн, об'єднавши стародавні племена людей, повів їх на битву з ворогом. І з великими труднощами, й величезними втратами, зумів призупинити механізм та поховати його глибоко під землею, запечатавши вхід у тунель, що веде до Машини. Воїн і його послідовники, що вижили в тій битві, об'єдналися в Братство. Вони оселились в монастирі, у горах Східної Європи, та поклялись зробити все, щоб жахіття ніколи не повторилося.
Люди забули про Машину до 2707 року. На той час планета була розділеною між чотирма корпораціями. Артилерійська перестрілка під час битви між арміями корпорацій Капітолій та Баухаус руйнує вхід в тунель, активує Машину, і Землю знову наповнюють мутанти.
Навіть об'єднана міць армій усіх чотирьох Корпорацій безсила проти нового ворога. Корпорації готують план евакуації землян на інші планети. Однак Братство, яке весь цей час зберігало знання про Машину, знає шлях визволення — обрані вояки мають пройти стежкою Воїна та знищити Машину.
Міжнародний підрозділ спеціального призначення, зібраний із солдатів різних континентів, вирушає на ліквідацію Машини.

## Знімались
| Актор                 | Роль                 |
| --------------------- | -------------------- |
| Томас Джейн           | Майор Гантер         |
| Рон Перлман           | Брат Семюел          |
| Девон Аокі            | Валері Дюваль        |
| Шон Пертві            | Натан Рукер          |
| Бенно Фюрманн         | фон Штейнер          |
| Джон Малкович         | Костянтин            |
| Анна Волтон           | Северіан             |
| Том Ву                | Джуба Кім Ву         |
| Стів Туссен           | Джон Патрік Макґвайр |
| Pras                  | Мітчел               |
| Шона Макдональд       | Аделаїда             |
| Роджер Ештон-Гріффітс | Монк                 |
| Крістофер Адамсон     | Годж                 |